# Heereburen
Heereburen, vroeger ook Hereboeren of Heerburen, is een gehucht in de gemeente Westerkwartier in de Nederlandse provincie Groningen. Het ligt iets ten zuiden van Niehove aan de weg van Kommerzijl naar Frytum. De naam verwijst naar het geslacht Herema dat op de gelijknamige heerd boerde. Aan de weg liggen een tiental boerderijen en huizen.
Bij het gehucht ligt het Nijhoofster zieltje (of Niehoofster zijltje). Na de bedijking van het Humsterland rond 1200 werd de hier bestaande slenk vergraven tot het het Niehoofsterdiep, de waterverbinding van Niehove met de Hunze (tegenwoordig met het Kommerzijlsterdiep). Ter plekke werd een sluis gelegd. Tegenwoordig is dit een bruggetje over het Niehoofsterdiep. Vanaf dit bruggetje loopt het tracé van de oude zuiderdijk van het Humsterland naar het zuidoostelijker gelegen Balmahuizen. ten noordoosten van Heereburen stroomt de Frytumertocht.
Ten westen van het Niehoofsterdiep liggen drie oude boerderijen (heerden), waaronder Oudebosch (vroeger Pama) en Ooster Pama (Wester Pama staat ten noorden van Heereburen). Ten oosten van het Nijhoofster zieltje liggen onder andere de boerderijen Mentemaheerd, Poppemaheerd, Almaheerd en Harco Pavingaheerd. Een aantal boerderijen ligt op oude huiswierden, waarvan die van de Poppemaheerd met 2,73 meter boven NAP de hoogste is.